# Rebaudioside
Rebaudioside is de naam van een zestal diterpeenglycosiden (rebaudioside A tot F), die gevonden worden in de bladeren van de plant Stevia rebaudiana. Rebaudioside A is, op stevioside na, de meest voorkomende van de verschillende glycosides in stevia. Hij is 250 tot 450 maal zo zoet als sacharose en daarmee de zoetste van alle steviolglycosiden; hij is ook minder bitter dan stevioside.

Steviol, het aglycon van rebaudioside en stevioside

De verschillende zoet smakende stoffen in de steviaplant delen het aglycon steviol en de verestering met een glucoseresidu van de zuurgroep (linksonder in de structuurformule van steviol). De verschillen zitten aan de andere zijde: de hydroxylgroep is via een etherbinding aan twee (stevioside-) of drie (rebaudioside A)-glucoseresiduen gekoppeld. De andere rebaudiosiden hebben verschillende combinaties van glucose en rhamnose (een 6-deoxyhexose) via de etherbinding aan steviol gekoppeld. Het niet-suikergedeelte steviol wordt ervan verdacht een zwakke mutagene en genotoxische stof te zijn. Door hydrolyse van de glucosiden in het spijsverteringskanaal zou steviol kunnen ontstaan en geabsobeerd worden. Daarom werd steviazoetstof in Noord-Amerika en Europa lange tijd niet toegelaten. Recentere studies van steviaextracten op mensen en dieren, die in 2006 door de WHO zijn geëvalueerd, hebben geen carcinogene of genotoxische activiteit aangetoond. Steviol heeft wel een genotoxische activiteit bij in-vitroproeven, maar die wordt niet teruggevonden in vivo. De Europese Autoriteit voor voedselveiligheid heeft in 2010 een gelijkaardige conclusie bereikt. De aanvaardbare dagelijkse inname voor de verschillende steviolglycosiden samen is vastgesteld op 4 mg per kg lichaamsgewicht per dag, uitgedrukt als steviol. Dit is wel minder dan de geschatte inname, meer bepaald door kinderen, als de gehalten die de industrie voorstelt onder meer in frisdranken zouden worden gehanteerd. In 2009 werd steviolglycoside met minstens 97% rebaudioside A in Frankrijk voorlopig toegelaten. In 2011 zijn steviolglycosiden opgenomen in de Europese lijst van voedingsadditieven, met E-nummer E960.